# Ensemble Felix
Ensemble Felix er et kammerensemble baseret i københavnsområdet. 
Ensemblet består af 5 strygere (violin I, violin II, bratsch, cello og kontrabas) og 5 blæsere (fløjte, obo, klarinet, valdhorn og fagot) og kalder sig en sinfonietta, fordi det med den besætning hævder at kunne spille store dele af den klassiske musik i miniatureformat, én musiker pr. stemme.
Ensemblet er opstået i 2002 og har siden afholdt op til ca. 9 koncerter om året hvoraf nogle dog med samme program. Det samarbejder med forskellige dirigenter, solister og kor, og opførte f.eks. i foråret 2017 Bachs Matthæus-passion i uddrag og Mozarts Rekviem.
Ensemble Felix har endvidere siden 2006 medvirket ved de traditionsrige nytårskoncerter i Vestervang Kirke, hvor ensemblet nærmest har status som en art husorkester.